# Ањоне (Салерно)
Ањоне (итал. Agnone Cilento) је насеље у Италији у округу Салерно, региону Кампанија.
Према процени из 2011. у насељу је живело 551 становника. Насеље се налази на надморској висини од 7 м.